# Hanshagen
Hanshagen település Németországban, Mecklenburg-Elő-Pomeránia tartományban. Lakosainak száma 918 fő (2023. december 31.).

## Népesség
A település népességének változása:
| Lakosok száma | 891  | 903  | 904  | 908  | 918  |
|               | 2017 | 2019 | 2021 | 2022 | 2023 |